# Сент-Эгрев
Сент-Эгрев (фр. Saint-Égrève) — коммуна во Франции, находится в регионе Рона — Альпы. Департамент коммуны — Изер. Входит в состав кантона Сент-Эгрев. Округ коммуны — Гренобль.
Код INSEE коммуны — 38382. Население коммуны на 2007 год составляло 15432 человека. Населённый пункт находится на высоте от 198 до 1299 метров над уровнем моря. Муниципалитет расположен на расстоянии около 480 км юго-восточнее Парижа, 90 км юго-восточнее Лиона, 7 км северо-западнее Гренобля. Мэр коммуны — Catherine Kamowski, мандат действует на протяжении 2008—2014 гг.
Динамика населения (INSEE):

## Города-побратимы
- Карбен, Германия (1974)
- Миньск-Мазовецки, Польша (1991)
- Крнов, Чехия (1991)
- Кори, Италия (1999)